# Batalla de Columbus
La batalla de Columbus fue un enfrentamiento entre las tropas irregulares de Francisco Villa y un destacamento de caballería del Ejército estadounidense que tuvo lugar en el poblado de Columbus, Nuevo México, durante la madrugada del 9 de marzo de 1916.

## Motivos del ataque
A fines de 1915, después de su derrota militar en su ataque en Agua Prieta, en la frontera con Estados Unidos, Pancho Villa se replegó a Chihuahua, desde donde fraguó un golpe militar, que le serviría además para vengarse de Estados Unidos, después de que este país apoyara a Venustiano Carranza. Villa estaba enfurecido en contra de los Estados Unidos y contra el presidente Woodrow Wilson, por el uso que hizo de faros gigantes, alimentados con energía eléctrica estadounidense, para ayudar a Álvaro Obregón a repeler el ataque nocturno de las tropas villistas a Agua Prieta. 
En enero de 1916, un grupo de villistas al mando del general de órdenes Ramón Banda Quesada emboscó un tren del Mexico North Western Railway (Compañía del Ferrocarril del Noroeste de México), cerca de Santa Isabel, Chihuahua, y masacró a 18 empleados estadounidenses de la compañía minera ASARCO. Sin embargo parece ser que dicho ataque se puede relacionar con un comerciante de armas llamado Samuel Ravel, aunque no se conoce el problema en el cual éste tomo parte. 
El ataque también podría relacionarse con el interés de Alemania, inmersa en la Primera Guerra Mundial, de que México entrara en guerra con los Estados Unidos de América para que este último no se involucrara en la Gran Guerra. En aquel entonces México era la primera nación en producción petrolífera, siendo un aliado de gran interés para los alemanes. De hecho, dos años antes, el ejército del general Villa había derrotado a los ejércitos federales del dictador Victoriano Huerta, que se exilió en París. Huerta entabló conversaciones con el káiser Guillermo II en las que recibió una fuerte suma de dinero para que lanzara una contrarrevolución a cambio del petróleo, que tanto necesitaba Alemania. Junto con el dinero, también le proporcionó a Huerta más de doce millones de balas 7 x 57 Mauser. 
Mientras los Estados Unidos decidían a cuál de las facciones mexicanas reconocer como gobierno oficial, Huerta solicitó al Departamento de Estado un permiso y salvaconducto de Nueva York a El Paso (Texas). Los estadounidenses se lo concedieron, pero el gobierno del presidente Wilson no tenía la menor intención de permitir a Victoriano Huerta la oportunidad de comenzar un nuevo conflicto en México. En cuanto llegó el exdictador a Nueva York fue arrestado, le confiscaron el dinero y sus 12 millones de balas 7 x 57 Mauser. Victoriano Huerta fue trasladado a la cárcel militar de Fort Bliss (Texas), donde se cree que falleció por una inyección letal puesta por agentes del Servicio Secreto de los Estados Unidos.
Pronto también se le ordenó al cuerpo conocido como los Texas Rangers que mataran a Pascual Orozco, quien se encontraba en Texas esperando la llegada de Huerta. Los Rangers mataron a Orozco en una emboscada en las cercanías de El Paso.
En un rancho cercano a El Paso, llamado Canutillo, los estadounidenses inutilizaron las municiones de Huerta. Estas terminaron en manos del principal proveedor del general Villa, Samuel Ravel con la condición de que no se lo vendiera a nadie más que a Villa.

## Apoyo a Carranza
Villa compró las municiones 7 x 57 Mauser que le hicieron fracasar en la batalla de Celaya y perdió gran parte de su ejército. En la misma Batalla de Celaya se unieron a Álvaro Obregón aliados de Inglaterra y Alemania pese a que eran enemigos en Europa porque aún combatían en la Primera Guerra Mundial. También se le unió a Obregón el poderío de Estados Unidos. Villa no pudo contra las tres potencias mundiales y Obregón resultó vencedor.
Después de su derrota militar ante las fuerzas constitucionalistas, Francisco Villa se replegó a Aguascalientes. Tras ello le sucedieron una serie de derrotas en diversos estados de la república. A fines de 1915 el presidente de Estados Unidos, Woodrow Wilson, reconoció al de Carranza como gobierno de facto en México, procediendo al intercambio de embajadores y prohibiendo la venta de armas a fuerzas armadas contrarias al constitucionalismo, medida que enfureció a Villa ya que era el principal afectado por esta medida. Por ello planeó su represalia. Se decidió atacar Columbus porque ahí se encontraba Samuel Ravel, que le había vendido municiones en mal estado.

## A la captura de Ravel
Villa después mandó al coronel Candelario Cervantes a Columbus, Nuevo México a pedirle cuentas a Samuel Ravel por las municiones inútiles que le había vendido a Villa a cambio de sumas fuertes en oro y plata. Villa le exigió que devolviera el dinero o que remplazara el material. Samuel Ravel creyéndose sano y salvo en Estados Unidos le respondió a Villa por medio del coronel Cervantes que el "ya no iba a tratar con bandidos mexicanos". Villa mandó sus fuerzas a Columbus con el propósito de arrestar a Samuel Ravel y fusilarlo en México. Villa recibió el informe en la Hacienda de San Jerónimo el 17 de febrero de 1916. El día siguiente salió de la Hacienda de San Jerónimo con 589 hombres para atacar a los Estados Unidos, que desde el fin de la Guerra anglo-estadounidense había sido atacado antes de 1916 por lo menos una vez, cuando Juan Nepomuceno Cortina invadió Brownsville, en 1859.
Antes del amanecer del 9 de marzo de 1916, Villa, junto con 589 efectivos de su ejército, invadió el territorio estadounidense y atacaron el pueblo de Columbus. 
Las bajas resultantes en el combate indican que ambos bandos sufrieron en la misma medida, pero gran parte del poblado fue devastado en la lucha. Los villistas capturaron 80 caballos, 30 mulas y 300 fusiles; incendiaron un hotel desde donde los civiles les disparaban a placer (las llamas se extendieron por el centro dejándolo en cenizas) Violaron mujeres y mataron a 37 militares estadounidenses y 20 civiles (entre ellos dos mexicanos). En contrapartida, siete fueron hechos prisioneros.
Los seguidores de Villa fueron de casa en casa buscando al comerciante de armas. No lo encontraron porque el día anterior Samuel Ravel se había trasladado a El Paso, Texas, por culpa de un dolor de muelas. Pero sí encontraron a su hermano menor al que dejaron en paz. Sin embargo, el hermano mayor de la familia Ravel fue llevado a Chihuahua y allí fue fusilado. Los villistas arrasaron la casa de Samuel Ravel, su tienda y su hotel, que venía a ser la mitad del pueblo de Columbus.

## Expedición punitiva de Pershing

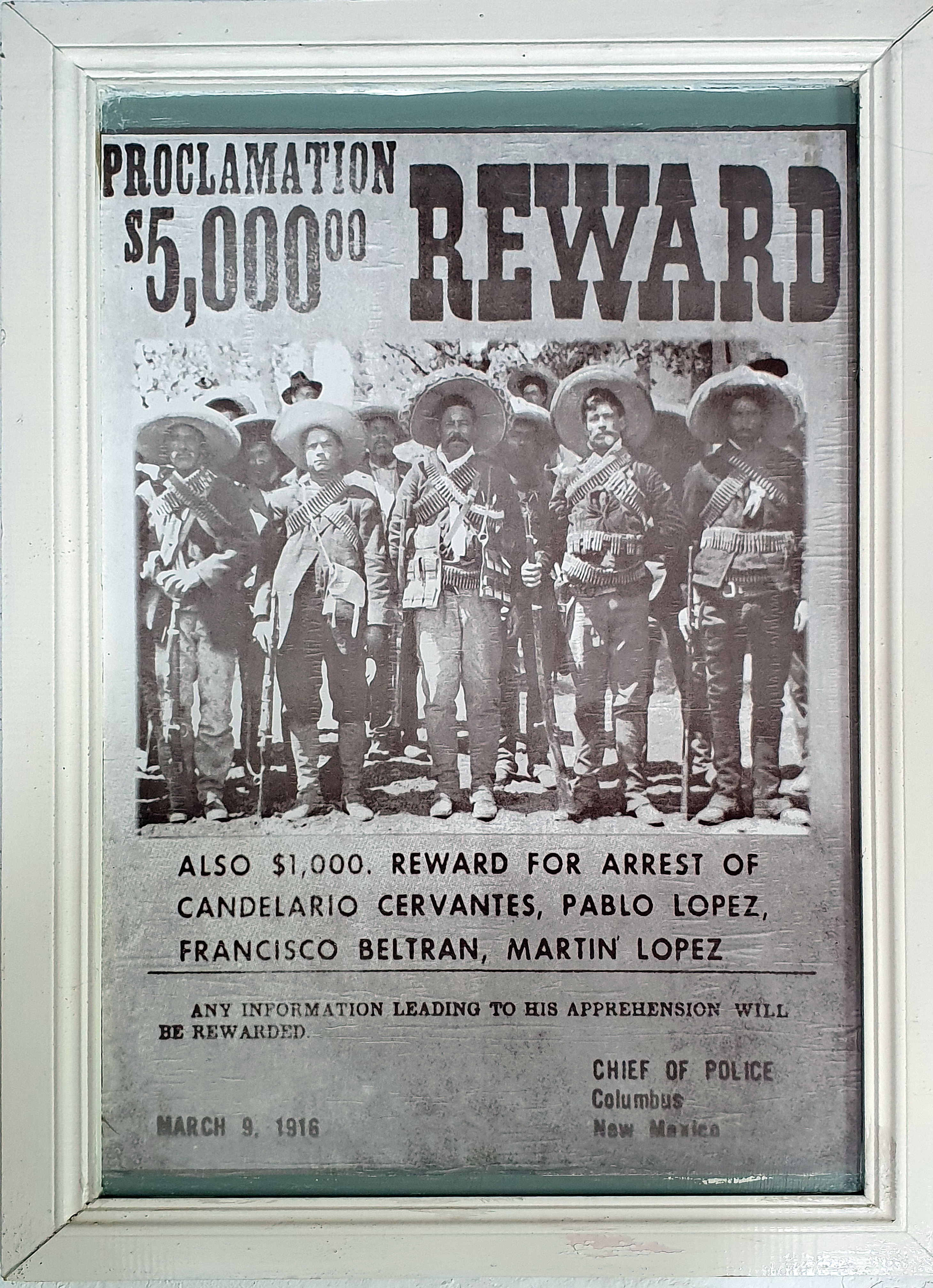
Cartel del Jefe de Policía de Columbus, para la captura de los oficiales revolucionarios mexicanos que lideraron las tropas mexicanas en la Batalla de Columbus.

Esta acción por parte de Villa provocó la Expedición Punitiva encabezada por el general John J. Pershing que oficialmente iniciaría el 14 de marzo de 1916 y concluiría el 17 de febrero de 1917. El propósito de la intervención de los estadounidenses del norte en México era capturar a Villa para ajusticiarlo en EE. UU. como un bandido cualquiera. Pershing mantuvo las tropas estadounidenses en México durante once meses en los cuales nunca encontraron a Villa. El general mexicano se había refugiado en una cueva de la sierra Tarahumara recuperándose de una complicada herida de bala que había recibido en la rodilla.
La campaña fue conocida como la Expedición Punitiva. En esta operación, el ejército de Estados Unidos probó su más novedoso equipo militar que, sin saberlo, usaría un año más tarde en la Primera Guerra Mundial, donde Pershing fue uno de los Generales más destacados. El trigésimo cuarto presidente de Estados Unidos, Dwight D. Eisenhower, y el posterior general George Patton, fueron oficiales en esta intervención, con el rango de tenientes.
Ante la probabilidad de que el ejército estadounidense entrara pronto en la Primera Guerra Mundial, y bajo intensa presión diplomática del gobierno mexicano, estas tropas fueron retiradas del país.

## Salvación de los villistas prisioneros
Pershing regresó a Columbus fracasando en capturar a Villa, pero sí pudo arrestar a 33 villistas que fueron internados en la cárcel de Deming, Nuevo México. A estos villistas se les negó comida por más de tres semanas causando la muerte de cuatro de ellos por inanición. El abogado Octaviano Ambrosio Larrazolo visitó la cárcel por un cliente vio a los villistas sobrevivientes ya en los huesos y preguntó su identidad. Al enterarse de su nacionalidad pronto acudió a la comunidad mexicana de la población que los socorrió dándoles de comer. Después este mismo letrado llegó a ser el fiscal del estado y más tarde gobernador y fue el primer senador de origen mexicano en EE. UU. En ambos cargos obró por ayudar a este grupo de villistas. Como gobernador fue él quien les concedió el perdón permitiéndoles regresar a México.

## Secuelas
En conmemoración de la Batalla de Columbus, la Comisión de Parques del Estado de Nuevo México estableció el Parque Histórico Pancho Villa y su museo en Columbus, cerca de Cootes Hill, al otro lado de la carretera Palomas desde el sitio de Camp Furlong.
El 19 de marzo de 2024, el presidente mexicano, Andrés Manuel López Obrador, describió el ataque a Colón como "atrevido" y "un símbolo de resistencia contra el imperialismo", y agregó que "debemos agradecer a Villa" por prevenir "lo que él consideraba actos de traición".